# Szaga (település)
Szaga (japánul: 佐賀市 [Szaga-si], Hepburn-átírással Saga-shi) egy japán város Kjúsú szigetén, és egyben Szaga prefektúra központja. Lakossága 2019. márciusában 232 629 fő volt.  Délről az Ariake-tenger határolja, 2005. október elseje óta északról már Fukuoka japán várossal is szomszédos, ami miatt bekerült Fukuoka prefektúra közvetlen vonzáskörzetébe.

## Története
A Dzsómon-kortól a Jajoi-korig a mai város déli részén fekvő Szagai síkság még az Ariake-tenger szintje alatt helyezkedett el. A folyamatos tengerszintváltozás és az ennek köszönhető hordalékszállítás miatt azonban kialakult a mai Szagai síkság. A Ricurjó-rendszer ideje alatt a jelenlegi Szaga Jamato városrésze Hizen tartományhoz tartozott, és Hizen városnéven is hivatkoztak rá.
A hadakozó fejedelemségek korában Rjúzódzsi daimjóval kezdve a Nabesima, Isii, Takagi, Oho és Hacsinohe klánok mindannyian külön birtokkal rendelkeztek, viszont a későbbiekben Rjúzódzsi egyesítette a területeket és háborús daimjóvá vált. Ezzel együtt történt meg a várváros alapjainak letétele is. Rjúzódzsi halála után 1608-tól legfőbb vazallusa, Nabesima Naosige töltötte be a daimjó szerepét. Az 1871-ben történt hanrendszer eltörléséig a Nabesima klán lett Szaga han parancsnoka, ahol megépíttették a Szagai várat. Az eddig folyami szállítással és mezőgazdasági munkával foglalkozó, kicsi Szaga város a várvárossá válása után fejlődni kezdett; fellendült a kereskedelem és az ipar.
1889-ben a Meidzsi-restauráció alkotmányának kihirdetésekor az akkori önkormányzati terület a jelenlegi város területének csak töredéke volt, viszont a sóvaiváros-egybeolvasztás hatására a régi Szaga várossá, a heisei nagy egybeolvasztás hatására a jelenlegi önkormányzati területté vált. Ezzel együtt a város határa elérte Fukuoka prefektúra határát.
A jelenlegi belváros a Szagai vasútállomás köré csoportosult, több emeletes épületekből és üzleti épületekből áll. Ezeket veszik körül az alacsonyabb, családi házak negyedei, amiknek a szélén elszórva nagy bevásárló központok és kereskedelmi területek találhatóak. Bár vannak felhőkarcolók is a közel koncentrikusan kiépült városban, de a terephez hasonlóan inkább relatíve lapos városnak mondható.
Később az elszórt házakkal rendelkező mezőgazdasági területeken elkezdtek családi házakat és többlakásos apartmanokat kiépíteni, aminek köszönhetően még jobban kiterjedt a város határa. Az ingázás főtengelye a vonat helyett inkább az autóutak mentén található, ezért itt is elkezdett nőni a lakások száma.

### Önkormányzati idővonal
- 1889. április 1. – Létrejött a modern önkormányzati rendszer és megalapították Szaga városát. Ekkor a terület 21 falut foglal magába 3 körzetből:
  - Kanzaki körzet: Haszuike és Micusze
  - Ogi körzet: Kitajama és Nanzan
  - Szaga körzet: Higasikavaszoe, Hondzsó, Hjógó, Kamino, Kasze, Kaszuga, Kavakami, Kinrjú, Kitakavaszoe, Kosze, Kuboizumi, Macuume, Nabesima, Nikita, Nisijoka, Oszeki és Takakisze
- 1899. június 6. – Kosze megváltoztatta a nevében a kandzsit
- 1922. október 1. – Kamino város Szaga része lett
- 1935. november 3. – Haszuike városi státuszra emelkedett
- 1954. március 31. – Hjógó, Kasze, Kosze, Nisijoka és Takakisze mind Szaga részei lettek
- 1954. október 1. – Hondzsó, Kinrjú, Kitakavaszoe, Kuboizumi és Nabesima mind Szaga részei lettek
- 1955. március 1. – Higasikavaszoe és Nikita összeolvadtak egy új, Modoromi nevű várossá
- 2005. október 1. – Fudzsi, Modoromi és Jamato városok (Szaga körzetből) és Micue (Kanzaki körzetből) Szaga részei lettek. (népesség: 206 967 fő; terület: 355,15 km²
- 2007. október 1. – Higasijoka, Kavaszoe és Kubota városok (Szaga körzetből) Szaga részei lettek. (népesség: durván 240 000 fő; terület: 431,42 km²) Szaga körzet megszűnt az egyesülések miatt.

### A Szagai vár

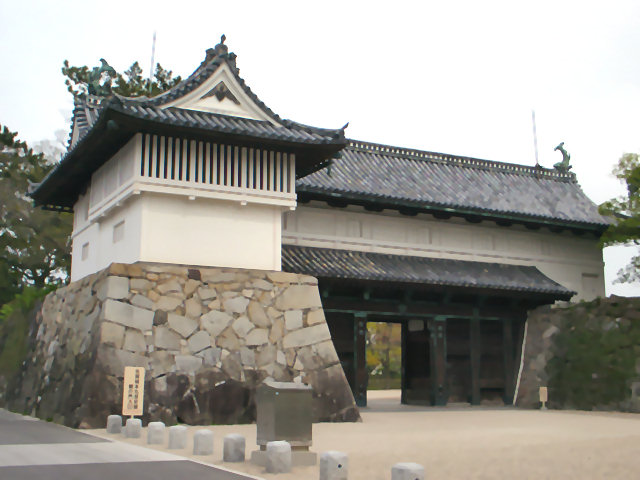
A Szagai vár kapuja

A Szagai vár a megszokottal ellentétben nem dombra, hanem sík területre lett építve, és fallal van körülvéve a szintén jellemző kőtalapzat helyett. A vár helyén eredetileg egy megerősített falu volt, amit a Rjúzódzsi klántól vett át Nabesima Naosige daimjó, és ennek a falunak a területére építtette a várat. Ezzel együtt a vár Szaga prefektúra daimjójának otthona is lett. A vár nagy része, köztük az eredeti öregtorony 1726-ban tűzvész áldozata lett, amit azóta restauráltak, így ez ma Japán egyik legnagyobb restaurált faépülete. A Szagai Vártörténeti Múzeum is itt található.
Amikor kitört a himlő Szaga prefektúrában, Nabesima Naomasza ebben a várban oltatta be az embereket a himlő ellen. Később ez a himlőoltás terjedt el Japánban.

## Földrajz

### Klíma
A szigetországba nyáron sok eső szokott érkezni a csendes-óceáni oldal felől, ami Szagánál a kjúsúi átlagos 17 °C-os klímával találkozik. Jellemző emellett, hogy a téli időszakban kevés csapadék esik, helyette inkább a felhős napok dominálnak. Nem ritka, hogy évente akár összesen 15,3 napot havazik, viszont délen, a Szagai síkság területén mégse marad meg a hó. Az Ariake-tenger partján lévő Kumamoto és Kurume városokhoz hasonlóan a kontinentális éghajlatnak köszönhetően nagy a hőmérséklet-ingadozás. A környező Karacu és Fukuoka városokhoz képest viszont a téli legalacsonyabb, és a nyári legmagasabb hőmérséklet között nagyobb a különbség, illetve napi szinten is nagyobb a hőmérséklet-különbség Szagában. A hegyesebb területeken nagyobb az éves csapadékmennyiség, illetve az évi átlagos hőmérséklet is kicsit alacsonyabb. Ráadásul a Genkai-tenger felől érkező északnyugati monszunnak köszönhetően itt megmaradhat a hó.
Mért adatok:

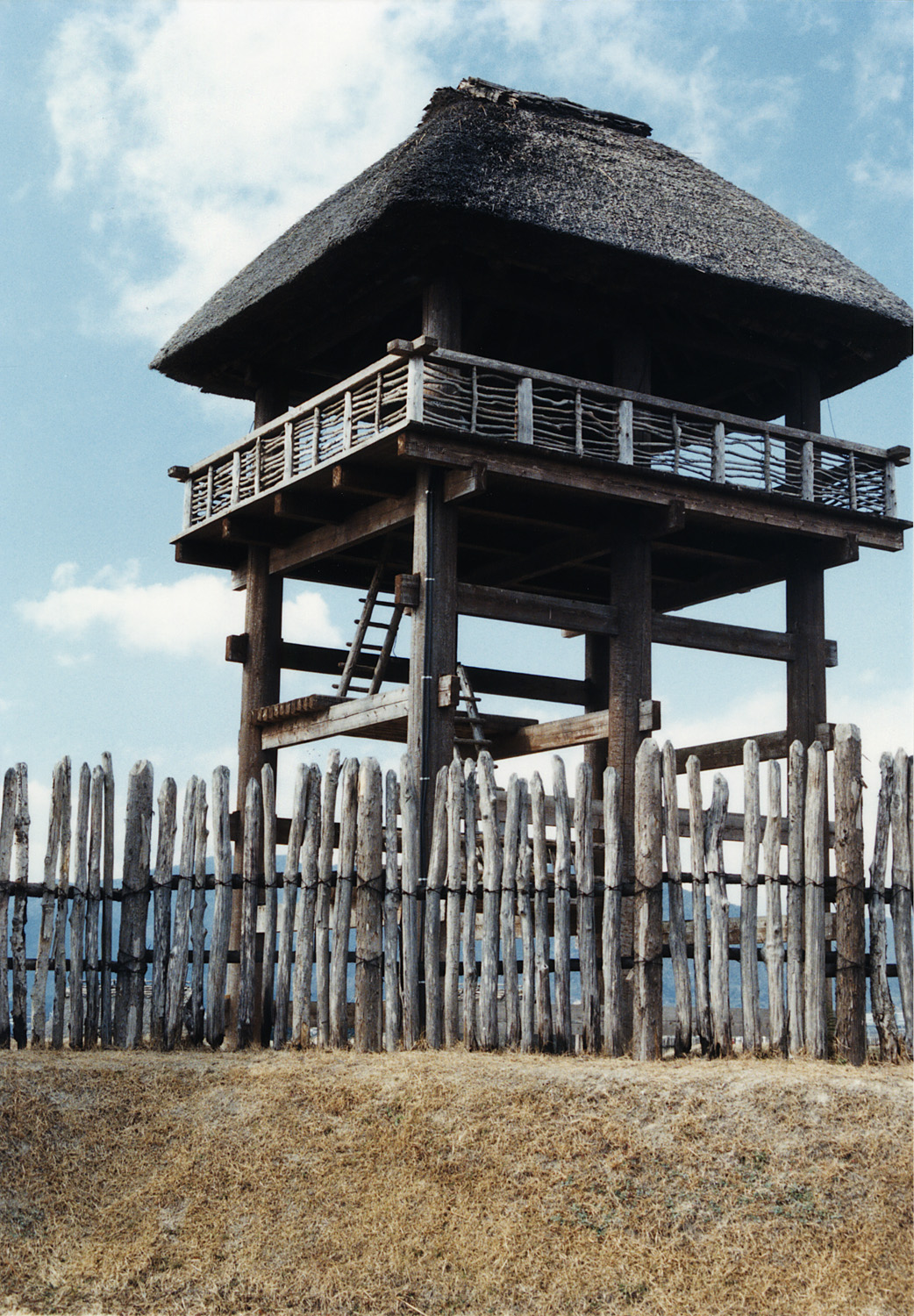
Egy Jajoi-korból származó őrtorony Joshinogariban

- legmagasabb hőmérséklet: 39,6 °C (1994. július 16.)
- legalacsonyabb hőmérséklet: -6,9 °C (1943. január)
- legtöbb csapadék 1 nap alatt: 366,5 mm (1953. június 25.)
- a legtöbb, 25 °C-ot elért nap száma 1 évben: 171 nap (2005.)
- a legtöbb, 30 °C-ot elért nap száma 1 évben: 93 nap (1978.)
- legtöbb téli nap száma 1 évben: 62 nap (1945.)

### Szagai síkság
Pontosan a Szagai síkság közepén található Szaga. Ez a terület szinte csak síkság, és a java része tengerszint alatt van, leszámítva a folyami védőgátak területét. Emellett kicsi és közepes méretű folyók és csatornák lettek kiépítve mezőgazdasági, vízellátási, és folyami szállítás céljából, amit a városi és vidéki lakosok egyaránt kiélveznek. A város nyugati területén végig folyó, a Szefuri-hegyből eredő Kasze folyó, és a város keleti oldalán található, egyben Kjúsú legnagyobb folyója, a Csikugo folyó is a Szagai síkság déli részénél folynak az Ariake-tengerbe.

### Szomszédos települések
- Szaga prefektúrából:
  - Karacu
  - Ogi
  - Kanzaki
  - Taku
- Fukuoka prefektúrából:
  - Fukuoka, Szavara kerület
  - Itosima
  - Ókava
  - Janagava

## Népesség
| Lakosok száma | 237 506 | 236 372 | 232 359 |
|               | 2010    | 2015    | 2021    |

## Közlekedés

### Légi közlekedés
A régen Kavaszoe városhoz tartozó területen található meg a mai Szaga repülőtere. 1998 előttig Fukuoka város repülőtere volt a legközelebbi repülőtér, amit az 1998 júliusában megnyílt Szagai Repülőtér váltott fel. A Szagai állomástól 35 perces buszútra lévő repülőtér 2016-ban felvette a Kjúsú Szaga Nemzetközi Repülőtér nevet annak érdekében, hogy javítsa a róla alkotott képet a külföldi repülőterek szemében. A nem hivatalos név szerepet játszhatott a repülőjáratok útirányában, mivel a jelenlegi 6 útirányából 4 Japánon kívül van.
Az útirányok:
- Haneda nemzetközi repülőtér (Tokió, Japán)
- Narita nemzetközi repülőtér (Tokió, Japán)
- Sanghaj-Putungi nemzetközi repülőtér (Sanghaj, Kínai Népköztársaság)
- Taojüan nemzetközi repülőtér (Tajpej, Kínai Köztársaság)
- Incshoni nemzetközi repülőtér (Szöul, Dél-Korea)
- Tegui nemzetközi repülőtér (Tegu, Dél-Korea)

### Szárazföldi közlekedés

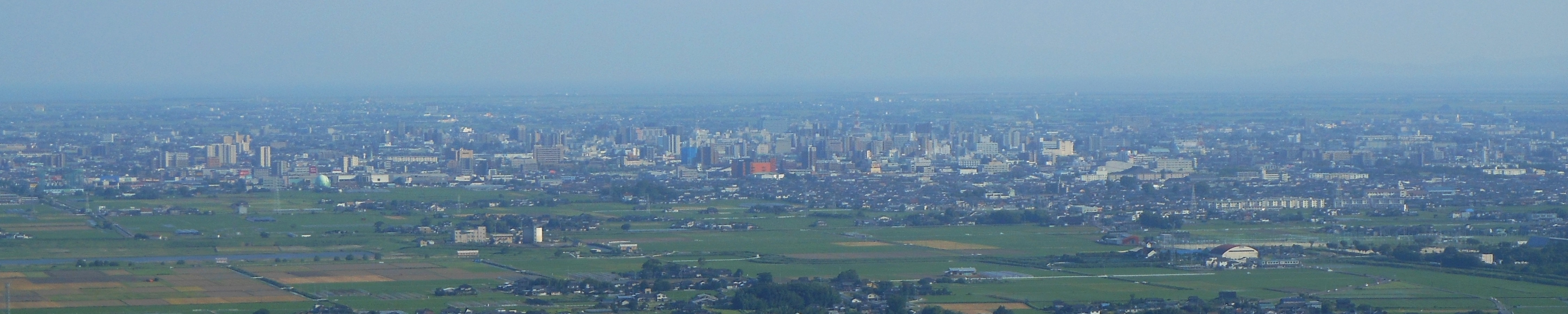
A város látképe a Kinrju hegyről

Vasúti közlekedés terén a JR Kyushu Nagaszaki felé vezető útvonala érinti Szagát és a Nemzetközi Szagai Hőlégballon Fesztivál ideje alatt a Szaga melletti Balloon Saga nevű állomást. Emellett terveztek a Kjúsú Sinkanszennek egy errefelé vezető útvonalat, ami Sin-Toszutól Nagaszakiig vezetne, érintve Szagát is, viszont ennek a kiépítése még nem történt meg.
Autóutak tekintetében a Nagaszaki Gyorsforgalmi Út érinti a város területét, illetve a helyi utak közül az Ariake Engan Út (az Ariake-tenger partja mentén lévő út) is itt található, valamint a Saga-Karatsu út, ami Karatsu várost köti össze Szagával és ér véget Szaga Kasze nevű városrészében.

## Turizmus és kultúra

### Nemzetközi Szagai Hőlégballon Fesztivál

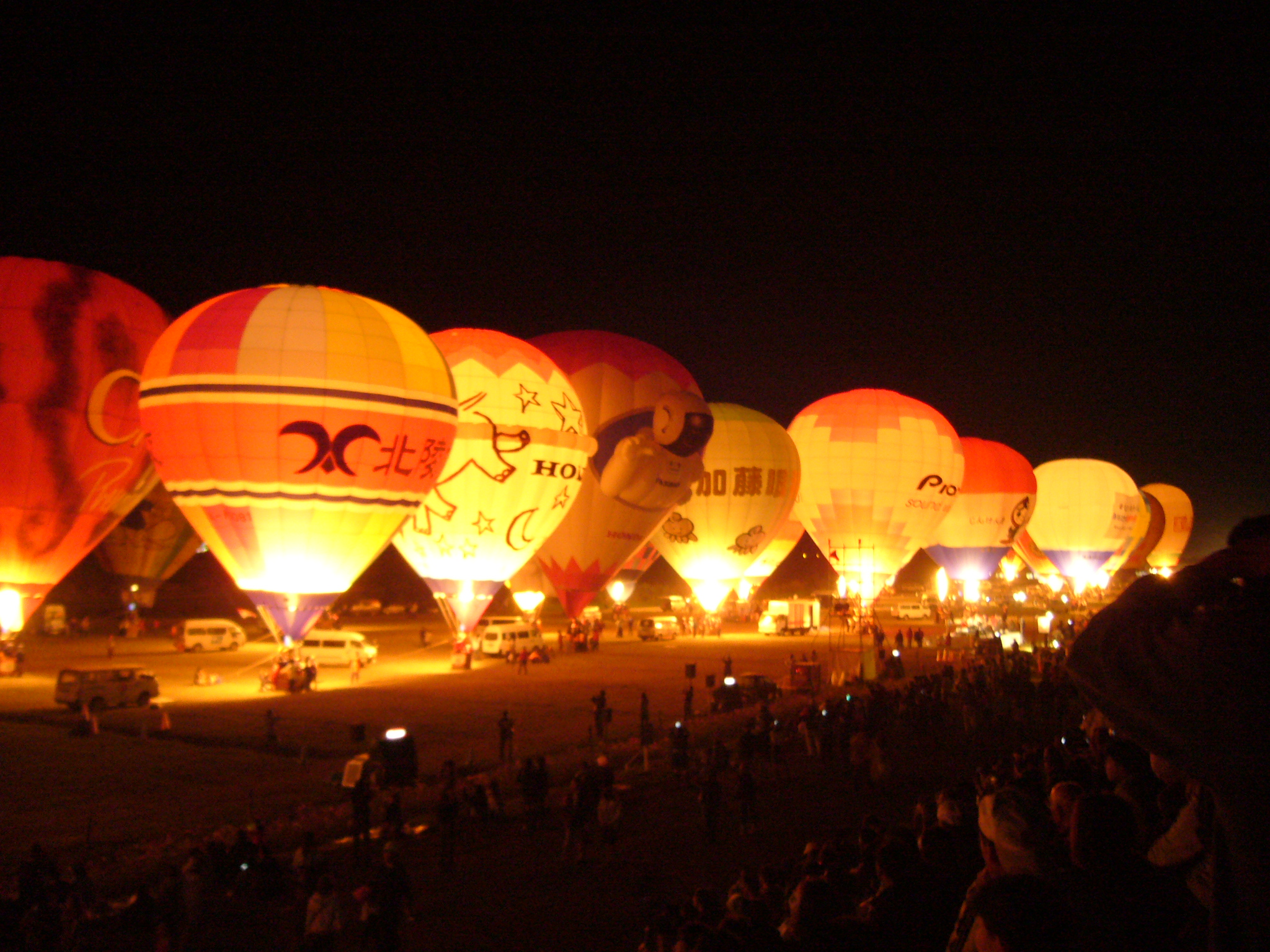
Hőlégballonok a Nemzetközi Szagai Hőlégballon Fesztiválon

Minden évben október vége és november eleje körül szokták megtartani a Nemzetközi Szagai Hőlégballon Fesztivál (Saga International Balloon Fiesta) nevű rendezvényt. A rendezvény a Kasze folyó partján, a városon kívül szokott zajlani. Az eredetileg Fukuoka prefektúrában lévő Amagiban megrendezésre került eseményt 1980-ban áthelyezték Szaga külvárosába a helyigény miatt. Ezen a Nemzetközi Repülő Szövetség (Fédération Aéronautique Internationale, röviden FAI) által elismert légi sporton azóta többször is elérte a látogatók száma az 1 millió főt, és évente átlagosan 100 hőlégballon szokott versenyezni egymással.
2016-ban nyílt a Szagai Hőlégballon Múzeum (Saga Balloon Museum), ami Japán első hőlégballon múzeuma. Többek között egy kipróbálható repülésszimulátor is megtalálható itt.
2019-ben lett 40 éves a fesztivál.
2020-ban elmaradt a Covid19 járvány miatt.

### Ariake Nori és a W.R.S.B
Az Ariake-tengerben termesztett Ariake Nori (régi nevén Szaga Nori) tápanyagokban gazdag, prémium minőségű alga. Japán algájának jelentős része ebből kerül a piacra. Mivel ennek ellenére sokan nem ismerik az eredetét, létrehoztak egy népszerűsítő projektet: összesen 50, ezt az algát kedvelő híresség osztott ki ebből az algából készített, ehető névjegykártyát.
A Varaszubo, vagy röviden W.R.S.B becenevű, „Ariake ufója” néven is emlegetett hal (szakszerű nevén Odontamblyopus lacepedii) is az Ariake-tengerben található. Úgy gondolják, hogy a nevét a rizsszalma hengeresre összekötött, csőszerű alakjáról kapta. Ez a furcsa kinézetű hal Szaga több étteremében is megkóstolható, például miszolevesbe téve vagy szasimi formájában is.

### Kakurin-tei teaház
A Kakurin-tei nevű teaház Szaga Kóno nevű parkjában található. Nabesima Naomasza, Szaga prefektúra 10. daimjója építtette 1846-ban. Az 1960-as lerombolás után 1993-ban újjáépítették alig pár fotó és térkép alapján. Azóta ismét működő teaházként üzemel a helyi lakosok számára.

### Egyéb érdekességek

#### Zombie Land Saga
Az Ariake alga mellett Szaga prefektúra és Szaga népszerűsítését tűzték ki célul a Zombie Land Saga című anime zombilányai is. A sorozatban szerepelt többek között a Szagai vasútállomás és a Szagai vár is, mint fellépési helyszín.

#### Menburjú
Szaga vasútállomásának északi bejáratánál található egy Menburjú (面浮立, ’felszíni lebegés’) felirattal ellátott szobor. A Menburjú egy több szempontból is rejtélyes, Szaga prefektúrát képviselő szabadtéri szórakoztató előadás, ami egész Japánban ismert, ám csak Szaga prefektúra egyes részein (Nanaura körzetben, például Kasima vagy Takeo városában, és Szaga város környékén) szokták előadni a jó aratásért imádkozás céljából. Ennek az előadásnak egy kakeucsi szerepkörű táncosát örökíti meg jellegzetes viseletben és egy kisdob kíséretében az itt álló szobor.
Kasima városban szeptember második vasárnapján szoktak nyilvános Menburjú előadást tartani, ezért 2019-ben szeptember 8-án lehetett megtekinteni.

## Híres emberek Szagából
- Singó Sigeo, mérnök, a Toyota Termelési Rendszer (TPS) egyik legnagyobb szakértője.
- Csivata Hidenori, a Kaszabuta (カサブタ,  ’rüh’) című száma a Konjiki no Gash Bell!! című anime első főcímdala volt.
- Hanava, énekes és komikus. Szagában nőtt fel, illetve egy Szaga prefektúráról és annak furcsaságairól énekelt vicces dallal került be a japán köztudatba.
- Nakagosi Noriko, szagai születésű színésznő.
- Szakata Rikako, szagai születésű színésznő, aki a Kamen Rider Fourze című televíziós sorozatban Kazasiro Miu karakterét ábrázolta.

## Testvérvárosok
- Glen Falls (Warren megye, Amerikai Egyesült Államok) – 1988. szeptember 23.
- Jongdzse-ku (Puszan, Dél-Korea) – 1998. október 9.
- Lienjünkang (Csiangszu tartomány, Kínai Népköztársaság) – 1998. november 27.
- Cussac-Fort-Médoc (Gironde megye, Franciaország) – 1998. április 19.
- Limeira (São Paulo állam, Brazília) – 1981. április 16.

## Fordítás
- Ez a szócikk részben vagy egészben a 佐賀市 című japán Wikipédia-szócikk ezen változatának fordításán alapul.  Az eredeti cikk szerkesztőit annak laptörténete sorolja fel. Ez a jelzés csupán a megfogalmazás eredetét és a szerzői jogokat jelzi, nem szolgál a cikkben szereplő információk forrásmegjelöléseként.